# Вилюйский каскад ГЭС

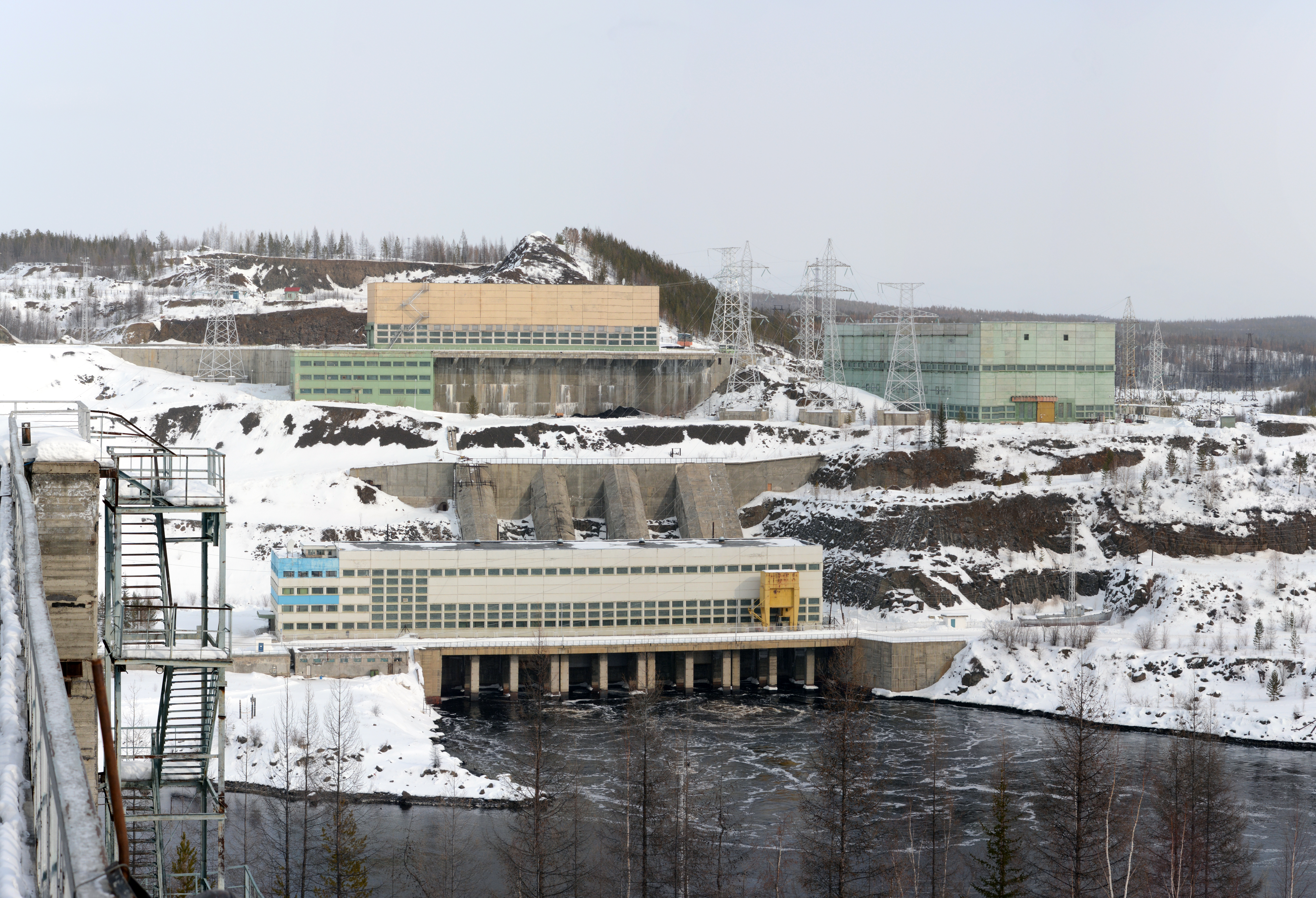
Вилюйская ГЭС-2

Вилюйский каскад ГЭС — комплекс Гидроэлектростанций в России. Расположен на реке Вилюй в Якутии. Основная часть строительства осуществлена в советский период, возведение каскада связывалось с развитием промышленности и освоением значительного природного потенциала Якутии.

## Общие сведения
Комплекс ГЭС на реке Вилюй, суммарной действующей мощностью 957,5 МВт, среднегодовой выработкой 3,28 млрд кВт·ч (0,33 % от общего потребления в стране) и состоящий из двух ступеней:
- первая ступень — Вилюйская ГЭС (ГЭС-1 и ГЭС-2), мощностью 680 МВт и выработкой 2,71 млрд кВт·ч;
- вторая ступень — Светлинская ГЭС (ГЭС-3), мощностью 277,5 МВт (проектной — 370 МВт) и выработкой 0,75 млрд кВт·ч (1,2 млрд кВтч).

## Экономическое значение
Вилюйские ГЭС дали возможность начать широкомасштабную разработку алмазных месторождений Якутии. 
До введения на полную мощность нефтепровода ВСТО, и подключением в январе 2019 года к ЕЭС России, основным потребителем электроэнергии являлся ЗАО «АЛРОСА», станции работали на изолированную систему. 
Сегодня ГЭС играет важную роль в обеспечении устойчивости энергосистемы как Якутии, так и соседних с ней регионов.